# アナトリー・レフチェンコ
アナトリー・レフチェンコ（Anatoli Semyonovich Levchenko、1941年5月5日-1988年8月6日）はウクライナ・ソビエト社会主義共和国ハルキウ州出身の宇宙飛行士である。ソ連邦英雄受章者。ソユーズTM-4に搭乗した。
1980年7月30日に宇宙飛行士に選ばれた。既婚で1人の子供がいる。脳腫瘍のため、ロシア・ソビエト連邦社会主義共和国モスクワで1988年に死去した。